# Gheorghe Doja, Bacău
Gheorghe Doja (în maghiară Dózsaújfalu; în trecut, Gheorghe Buzdugan și Satu Nou) este un sat în comuna Răcăciuni din județul Bacău, Moldova, România.